# Leptostylopsis guanica
Leptostylopsis guanica là một loài bọ cánh cứng trong họ Cerambycidae.